# Урши (Валча)
Урши (рум. Urși) насеље је у Румунији у округу Валча у општини Попешти. Oпштина се налази на надморској висини од 283 m.

## Становништво
Према подацима из 2002. године у насељу је живело 1023 становника, од којих су сви румунске националности.